# Dexlansoprazole
Dexlansoprazole, được bán dưới tên thương mại Dexilant và các thương hiệu khác, là một loại thuốc làm giảm axit dạ dày. Nó được sử dụng để điều trị bệnh trào ngược dạ dày thực quản. Hiệu quả tương tự như các thuốc ức chế bơm proton khác (PPIs). Nó được uống qua miệng.
Các tác dụng phụ thường gặp bao gồm tiêu chảy, đau bụng và buồn nôn. Tác dụng phụ nghiêm trọng có thể bao gồm loãng xương, magiê máu thấp, nhiễm trùng Clostridium difficile, sốc phản vệ và viêm phổi. Sử dụng trong thai kỳ và cho con bú là không an toàn. Nó hoạt động bằng cách ngăn chặn H+/K+-ATPase trong các tế bào thành phần của dạ dày.
Dexlansoprazole được chấp thuận cho sử dụng y tế tại Hoa Kỳ vào năm 2009. Ở Hoa Kỳ, chi phí bán buôn thuốc dùng trong một tháng là khoảng 270 USD. Ở Canada, số tiền này có giá khoảng 71,50 CAD vào năm 2016 khiến nó trở thành PPI đắt nhất tại thời điểm đó. Năm 2016, đây là loại thuốc được kê đơn nhiều thứ 190 tại Hoa Kỳ với hơn 3 triệu đơn thuốc.

## Sử dụng y tế
Dexlansoprazole được sử dụng để chữa lành và duy trì chữa lành viêm thực quản ăn mòn và điều trị chứng ợ nóng liên quan đến bệnh trào ngược dạ dày thực quản (GERD).  Nó tồn tại lâu hơn lansoprazole, chất có liên quan đến hóa học với nó và cần được uống ít thường xuyên hơn. Không có bằng chứng tốt cho thấy nó hoạt động tốt hơn các PPI khác.

## Tác dụng phụ
Các phản ứng có hại đáng kể nhất (≥2%) được báo cáo trong các thử nghiệm lâm sàng là tiêu chảy, đau bụng, đầy hơi, buồn nôn, nhiễm trùng đường hô hấp trên, nôn mửa.

## Cơ chế hoạt động
Giống như lansoprazole, dexlansoprazole liên kết vĩnh viễn với bơm proton và ngăn chặn nó, ngăn chặn sự hình thành axit dạ dày.